# The Firm (gruppo musicale rock)
I The Firm furono un supergruppo hard rock, nato alla fine del 1984 in Gran Bretagna.

## Storia
I due fondatori del gruppo, Jimmy Page e Paul Rodgers provenivano da due esperienze musicali diverse ma dagli esiti assolutamente comuni. Il primo era considerato una leggenda dell'hard rock e del blues, chitarrista "della più grande band del mondo", i Led Zeppelin, cercava un rilancio dopo gravi problemi personali (alcool, droga, depressione), consequenziali allo scioglimento della band per la morte di John Bonham, il loro batterista. Il secondo proveniva da due esperienze significative, prima con i Free e poi con i Bad Company, entrambe terminate in malo modo. Quest'ultima band poi era sotto contratto con la Swan Song Records, la casa discografica fondata dai Led Zeppelin e fallita tra l'altro nel 1982. L'idea dei due di suonare assieme avvenne durante l"A.R.M.S. tour" del 1983, dove spesso e volentieri Rodgers cantava le canzoni della colonna sonora Death Wish II di Page duettando con quest'ultimo. Da questo affiatamento creatosi, nacquero i The Firm, grazie al "prestito" di Tony Franklin da parte di Roy Harper e l'ingaggio di Chris Slade (ex-Uriah Heep). Fondamentalmente sulla carta, il gruppo avrebbe dovuto ottenere un enorme successo per via della levatura tecnica ed i grandi nomi che venivano a comporre il superprogetto. In realtà il gruppo era stato chiamato appunto "The Firm" cioè "La ditta" perché era nato non tanto per la ricerca di un successo commerciale, ma quanto per un divertimento tra amici. A livello contrattuale infatti non era un progetto impegnativo da "cinque album in cinque anni". Durante la loro esperienza, i The Firm pubblicarono due album: l'omonimo The Firm e Mean Business rispettivamente nel 1985 e 1986. Celebri furono i singoli "Radioactive" e "Tears Down The Walls". Gli album risultarono di medio livello, niente di nuovo nella già travagliata scena musicale anni '80, ma anzi, il sound si presentò in stile marcatamente anni settanta. Seguirono prima e dopo l'uscita degli album, diversi tour dove il complesso alternava brani degli album a vecchi blues, vecchi brani di Rodgers o di Page dell'epoca post-Zeppelin, e improvvisazioni rock di pezzi di musica classica di quest'ultimo. È da notare che non eseguirono mai vecchi pezzi dei Led Zeppelin.
La band ebbe fine, dopo l'uscita di Mean Business, per via dello scarso successo, che indusse a pensare che quel tipo di musica fosse destinato ormai a far parte del passato.
Sicuramente fu da catalizzatore anche la possibilità (poi non realizzatasi) di una reunion dei Led Zeppelin con alla batteria Tony Thompson.

## Formazione
- Paul Rodgers - voce, chitarra
- Jimmy Page - chitarra
- Tony Franklin - basso, tastiere
- Chris Slade - batteria

## Discografia

### Album in studio
- 1985 - The Firm
- 1986 - Mean Business

### Singoli
- 1985 - Radioactive
- 1985 - Satisfaction Guaranteed
- 1986 - All The King's Horses